# Rottbusch
Koordinaten: 52° 2′ 45″ N, 7° 34′ 4″ O
Das Naturschutzgebiet Rottbusch liegt auf dem Gebiet der kreisfreien Stadt Münster in Nordrhein-Westfalen.
Das Gebiet erstreckt sich nordwestlich der Kernstadt Münster und westlich von Sprakel, dem nördlichsten Stadtteil von Münster. Westlich und südwestlich verläuft die Landesstraße L 529, östlich verlaufen die Kreisstraße K 13 und die A 1. Nördlich erstreckt sich das 16,24 ha große Naturschutzgebiet (NSG) Hanseller Floth und westlich das 17,79 ha große NSG Feuchtwiese Hansell.

## Bedeutung
Für Münster ist seit 1994 ein 15,89 ha großes Gebiet unter der Kenn-Nummer MS-009 als Naturschutzgebiet ausgewiesen. Das Gebiet wurde unter Schutz gestellt zur Erhaltung
- einer reichen, feuchten Eichen-Hainbuchenwaldgesellschaft in typischer Ausprägung mit besonders reich ausgebildeter Krautschicht
- der morphologischen Kleinstrukturen in Form von Wällen und periodisch wasserführenden Gräben.